# 高橋五山賞
高橋五山賞（たかはしござんしょう）は、教育紙芝居の生みの親、高橋五山氏の業績を記念して、1961年に創設された。ただ単に、五山賞ともいう。年間に出版された紙芝居の中から最も優秀な作品に贈られる。高橋五山賞審査委員会（財団法人文民教育協会子どもの文化研究所）主催。

## 受賞作品

### 第1回から第10回
- 第1回(1962年) -「池にうかんだびわ」（作家賞/川崎大治、画家賞/小谷野半二）
- 第2回(1963年) -「つきよとめがね」（脚色賞/堀尾青史、画家賞/遠藤てるよ）
- 第3回(1964年) -画家賞：「ななみちゃんのえにっき」（櫻井誠）、画家賞：「とらっくとらすけ」（北田卓史）
- 第4回(1965年) -作家賞：「しごとのにおい」（与田準一）、画家賞：「いなむらの火」（福田庄助）
- 第5回(1966年) -「しわしわの手」（作家賞/有賀のぶ、川田百合子、画家賞/井口文秀）、「宮沢賢治童話名作集」（作家賞/堀尾青史、画家賞/滝平二郎）
- 第6回(1967年) -「おおきなだいこん」（作家賞/川崎大治、画家賞/鈴木寿雄）
- 第7回(1968年) -「あげはのルン」（作家賞・画家賞得田之久）、画家賞：「おとうさん」（田畑精一）
- 第8回(1969年) -「天人のよめさま」（作家賞/松谷みよ子、画家賞/中尾彰）
- 第9回(1970年) -「こねこちゃん」（作家賞/堀尾青史、画家賞/安泰）
- 第10回(1971年) -作家賞：「どこへいくのかな」（堀尾青史）、画家賞：「たべられたやまんば」（二俣五郎）

### 第11回から第20回
- 第11回（1972年） - 画家賞：「ちいさなきかんしゃ」（津田光郎）、画家賞：「どっちがたかい」（池田仙三郎）
- 第12回（1973年） - 該当作なし
- 第13回（1974年） - 「ねことごむまり」（作家賞/与田準一、画家賞/安泰）、集団作品賞：「ケーキだ　ほいほい」（指導/堀尾青史、画家賞/久保雅勇）
- 第14回（1975年） - 「うまいものやま」（作家賞/佐々木悦、画家賞/箕田源二郎）、奨励賞・作家賞：「はっぱであそぼう」（川島美子）
- 第15回（1976年） - 作家賞：「どうぞのいす」（香山美子）、画家賞：「どうぶつやまのクリスマス」（久保雅勇）
- 第16回（1977年） - 奨励賞・作家賞：「しょくどうは８かい」（上地ちづ子）、奨励賞・作家賞：「ひなのやまかご」（古山広子）、奨励賞・画家賞：「あてっこあてっこ」「においのおねだん」（和歌山静子）
- 第17回（1978年） - 奨励賞・画家賞：「おおえやまのおに」（須々木博）
- 第18回（1979年） - 奨励賞・画家賞：「はっぱのぼうけん」（月田孝吉）
- 第19回（1980年） - 「くじらのしま」（作家賞/堀尾青史、画家賞/穂積肇）、画家賞：「たなばたものがたり」（三谷靭彦）
- 第20回（1981年） - 画家賞：「つんぶくだるま」（金沢佑光）、奨励賞・画家賞：「にじになったきつね」（藤田勝治）

### 第21回から第30回
- 第21回（1982年） - 特別賞：小林純一、奨励賞：「おおきなぼうし」（木曽秀夫）
- 第22回（1983年） - 「おおきく　おおきく　おおきくなあれ」（作家賞・画家賞まついのりこ）、奨励賞・画家賞：「ころころこぐま」（安和子）、特別賞：「おじいさんのできること」（ときわひろみ）
- 第23回（1984年） -  作家賞：「おひゃくしょうとめうし」（松野正子）、画家賞：「くちのあかないカバ　ヒポポくん」（田畑精一）、画家賞：「かぜのかみとこども」（若山憲）
- 第24回（1985年） - 特別賞：右手和子、特別賞：加古里子
- 第25回（1986年） - 「よさくどんのおよめさん」（作家賞/秋元美奈子、画家賞/水野二郎）、「シュークリームのおきゃくさま」（作家賞/西村彼呂子、画家賞/アリマジュンコ）、特別賞：「あかふんせんせい」「いわつばめとおぜのおじさん」などにより（渡辺享子）
- 第26回（1987年） - 該当作なし
- 第27回（1988年） - 「だれかさんてだあれ」（作家賞/香山美子、画家賞/安和子）、画家賞：「嘉代子ざくら」（井口文秀）
- 第28回（1989年） - 脚本賞：「がんばれ！勇くん」（上地ちづ子）
- 第29回（1990年） - 奨励賞：「ニャーオン」（脚本/都丸つや子、画/渡辺享子）
- 第30回（1991年） - 五山賞：「ゲンじいとかっぱ」（脚本/平方浩介、画/福田庄助）、五山賞絵画賞：「ニルスのふしぎなたび」（油野誠一）、奨励賞：「ぼくのきもち」（脚本/三好富美子、画/藤本四郎）

### 第31回から第40回
- 第31回（1992年） - 五山賞：「なめとこ山のくま」（原作/宮澤賢治、脚本・画/諸橋精光）、五山賞絵画賞：「ざしきわらし」（画/篠崎三朗）
- 第32回（1993年） - 五山賞：「ふうたのはなまつり」（原作/あまんきみこ、脚本/水谷章三、画/梅田俊作）
- 第33回（1994年） - 該当作なし
- 第34回（1995年） - 奨励賞：「どうぶつのてんきよほう」（脚本/杉浦宏、画/やべみつのり）
- 第35回（1996年） - 奨励賞：「太陽はどこからでるの」（チョン・ヒエウ）
- 第36回（1997年） - 奨励賞・脚本賞：「どんぐりのあかちゃん」（島本一男）
- 第37回（1998年） - 該当作なし
- 第38回（1999年） - 審査委員会推薦賞：「ねんね　ねんね」（画/いそみゆき）、審査委員会推薦賞：「ふしぎなしっぽのかなへびくん」（画/小林ひろみ）
- 第39回（2000年） - 審査委員会推薦賞：「すてきなおにいさん」（脚本/古山広子、画/藤本四郎）
- 第40回（2001年） - 五山賞：「トラのおんがえし」（渡辺享子）、五山賞：「おかあさんまだかな」（福田岩緒）、五山賞絵画賞：「なぜ　おふろにしょうぶをいれるの？」（伊藤秀男）

### 第41回から第50回
- 第41回（2002年） - 該当作なし
- 第42回（2003年） - 五山賞：「かあさんのイコカ」（降矢洋子）
- 第43回（2004年） - 五山賞：「てつだいねこ」（脚本/水谷章三、画/大和田美鈴）、五山賞特別賞：「とまがしま」（田島征三）、五山賞奨励賞・絵画賞：「うぐいすのホー」（松成真理子）
- 第44回（2005年） - 該当作なし
- 第45回（2006年） - 五山賞：「おじいさんといぬ」（藤田勝治）、五山賞：「のーびたのびた」（福田岩緒）
- 第46回（2007年） - 該当作なし
- 第47回（2008年） - 該当作なし
- 第48回（2009年） - 五山賞奨励賞：「やさしいまものバッパー」（脚本/野坂悦子、絵/降矢なな）
- 第49回（2010年） - 五山賞特別賞：「アリとバッタとカワセミ」（イ・スジン）
- 第50回（2011年） - 五山賞：「りゅうぐうのくろねこ」（イ・スジン）

### 第51回から第60回
- 第51回（2012年） - 該当作なし
- 第52回（2013年） - 五山賞：「みみをすませて」（和歌山静子）
- 第53回（2014年） - 五山賞：「ごん助じいさまとえんま大王」（作/わしおとしこ、絵/伊野孝行）、五山賞脚本賞：「きつねの盆おどり」（ときわひろみ）
- 第54回（2015年） - 五山賞：「カヤネズミのおかあさん」（脚本/キム・ファン、絵/福田岩緒）[1]
- 第55回（2016年） - 五山賞奨励賞：「おひるねですよ」（作/内田麟太郎、絵/市居みか）
- 第56回（2017年） - 五山賞：「ぞうさんきかんしゃ　ぽっぽっぽっ」（とよたかずひこ）
- 第57回（2018年） - 五山賞：「ころんこっつんこ」（脚本/こがようこ、絵/和歌山静子）、特別賞：「かまた先生のアリとキリギリス」（脚本/鎌田實、絵/スズキコージ）、絵画賞：「とりのおうさま」（日紫喜洋子）、特別賞：元山三枝子
- 第58回（2019年） - 五山賞特別賞：「ちっちゃいこえ」（脚本/アーサー・ビナード、絵/丸木俊、丸木位里）、奨励賞：「どんと来い！三途の川」（脚本・絵/折原由美子、監修/ときわひろみ）
- 第59回（2020年） - 五山賞：「三月十日のやくそく」（脚本/早乙女勝元、絵/伊藤秀男）
- 第60回（2021年） - 脚本賞：「青い目の人形メリーのねがい」（宮崎二美枝）、絵画奨励賞：「マレーバクのてんてんちゃん」（山田花菜）

### 第61回から第70回
- 第61回（2022年） - 該当作なし
- 第62回（2023年） - 五山賞特別賞：「みつこの詩」（脚本/吉永理巳子、奥羽香織、絵/上月ひとみ）、奨励賞：「こたろうとりゅう」（脚本/津田真一、絵/ザ・キャビンカンパニー）